# آزمون مک‌نمار
آزمون مک‌نمار (به انگلیسی: McNemar's test) آزمون مک نمار یک آزمون ناپارامتری است که اغلب در مورد داده های اسمی دو مقوله ای یا دو پاسخی مربوط به دو نمونه ی مرتبط یا همبسته بکار می رود و به همین دلیل در SPSS در قالب آزمون های دو نمونه ی مرتبط طبقه بندی می شود. 
از آزمونهای آماری ناپارامتری است که برای ارزیابی همانندی دو نمونه وابسته بر حسب متغیر دو جوابی استفاده می‌شود. متغیرها می‌توانند دارای مقیاسهای اسمی یا رتبه‌ای باشند. 
این آزمون در طرحهای ماقبل و مابعد می‌تواند مورد استفاده قرار گیرد (یک نمونه در دو موقعیت مختلف). این آزمون مخصوصا برای سنجش میزان تاثیر عملکرد تدابیر به کار می‌رود.

## ویژگی‌ها
اگر متغیرها اسمی باشند، این آزمون بی‌بدیل است از عیوب این آزمون این است که جهت و اندازه تغییرات را محاسبه نمی‌کند و فقط وجود تغییرات را در نمونه‌ها در نظر می‌گیرد.